# Wi Kuki Kaa
Wi Kuki Kaa (ur. 16 grudnia 1938, zm. 19 lutego 2006 w Wellington) – nowozelandzki aktor filmowy, teatralny i telewizyjny. Pochodził z maoryskich plemion Ngati Porou oraz Ngati Kahungunu.

## Życiorys
Kaa wystąpił w wielu filmach, włączając główną rolę w Ngati (1987) w reżyserii Barry'ego Barclaya. W 1988 roku wygrał nagrodę w kategorii "Best Film Performance, Male" na New Zealand Film and TV Awards. Główną rolę zagrał także w filmie Utu (1983) w reżyserii Geoffa Murphy'ego. Pracował jako aktor dubbingowy w filmie krótkometrażowym Dwa samochody, jedna noc (ang. Two Cars, One Night). Wystąpił w teledysku grupy Trinity Roots do piosenki Little Things.

## Filmografia

### Film
- Utu (1983)
- Bunt na Bounty (The Bounty) (1984)
- Kingpin (1985)
- Ngati (1987)
- Linda's Body (1990)
- Te Rua (1991)
- Przeklęty diament (The Diamond of Jeru) (2001)
- Turangawaewae (2002)
- Der Liebe entgegen (2002)
- River Queen (2005)

### Telewizja
- Homicide (1971)
- Spyforce (1973)
- Silent Number (1974)
- Worzel Gummidge Down Under (1986–1987)
- Męski striptiz (2002)